# SV Spittal/Drau
Der SV Spittal/Drau ist ein Fußballverein aus der Stadt Spittal an der Drau in Kärnten und spielt derzeit in der Kärntner Liga, der vierthöchsten Spielklasse in Österreich.

## Vereinsgeschichte
Der 1921 gegründete Verein stieg im Jahr 1949 in die Tauernliga – dem Vorläufer der heutigen Regionalliga – auf, stieg nach einem Jahr wieder ab und 1955/56 erneut auf. In der Saison 1956/57 stiegen die Spittaler aus dieser erneut ab. Nach 1958/59 musste Spittal sogar in die Unterliga absteigen, doch gelang gleich der Wiederaufstieg. Ab 1960 konnte sich der Verein dauerhaft in der Kärntner Liga etablieren. Erst Anfang der 80er-Jahre sollte es wieder nach oben gehen. Schon 1980 und 1981 wurden die Spittaler Meister in der obersten Kärntner Spielklasse, scheiterten aber im Play-off für die 2. Division, in der Saison 1981/82 sollte es dann endlich klappen.
Der Aufwärtstrend sollte anhalten, nach einem 7. Platz in der 2. Division 1982/83 folgte schon 1984, im erst zweiten Jahr der Ligazugehörigkeit, der Aufstieg in die Bundesliga. Diese wurde in der Saison 1984/85 von 16 Teams auf 12 reduziert, sodass fünf Teams absteigen mussten. Spittal hatte bis zum vorletzten Spieltag die Chance auf den Klassenerhalt, am Ende reichte es aber nicht und so endete die erste und bis heute einzige Saison in Österreichs höchster Spielklasse auf dem 13. Platz.
Der direkte Wiederaufstieg 1986 wurde um 2 Punkte verpasst – so nahe sollten die Spittaler dem Bundesliga-Aufstieg lange nicht mehr kommen. In den folgenden Jahren war das Team eher Stammgast in der Abstiegsrunde der 2. Division, wiewohl echte Abstiegsgefahr in der Regel nicht herrschte. Erst in der Saison 1990/91 musste lange um den Klassenverbleib gebangt werden, und auch 1991/92 wurde der Klassenerhalt nach langem Kampf erst am vorletzten Spieltag gesichert. In den nächsten Jahren orientierte man sich aber wieder weiter nach oben, als 1993 die Auf- und Abstiegsrunde wieder durch das „normale“ Ligasystem ersetzt wurde, ging es auch mit dem SV Spittal wieder bergauf. In der Saison 1993/94 belegte man den 5. Rang, ein Jahr später den 4. Rang, und nach einem Zwischentief in der Saison 95/96 wurde Spittal am Ende der Saison 96/97 wiederum Vierter.
Die Saison 1997/98 beendete Spittal als Zweiter der 2. Division, womit der Verein gleich doppelt Pech hatte. Denn zum einen war dies das erste Mal, dass der Vizemeister nicht mehr das Recht auf ein Play-off mit dem Bundesliga-Vorletzten hatte, und zum anderen erhielt Vorwärts Steyr, Zweitligameister jener Saison, die Bundesligalizenz erst in dritter Instanz, mit der Auflage von drei Minuspunkten. Der SV Spittal zog gegen das Urteil, Steyr überhaupt die Lizenz zu gewähren, vor ein Zivilgericht, bekam Recht und pochte, nicht ohne heftigen Widerstand der Bundesliga-Vereine, auf eine Aufstockung der Bundesliga zu ihren Gunsten. Die Bundesliga setzte am Ende Spittal in die 2. Division und erstattete dem Verein eine finanzielle Entschädigung – „kaufte“ sich also praktisch frei.
Doch anstatt 1998/99 erneut in den Aufstiegskampf eingreifen zu können, spielte Spittal eine schlechte Saison, zierte über weite Strecken des Jahres das Tabellenende, wurde am Ende Vorletzter und scheiterte zu allem Überfluss auch noch im Abstiegs-Play-off am SC Untersiebenbrunn – mit 1:1 und 0:0 wegen der Auswärtstorregel. In den folgenden Jahren in der Regionalliga bot sich immer wieder das gleiche Bild: Einem starken Herbst folgte ein schwacher Frühling, sodass der SV Spittal Jahr um Jahr weiter nach hinten rutschte. Den Tiefpunkt markierte dabei die Saison 2003/04, wo der Klassenverbleib nur dank glücklicher Umstände (Rückzug anderer Teams, TuS SC Arnfels, BSV Juniors Villach, ehemals BSV Bad Bleiberg) gesichert wurde. Von dieser Horror-Saison erholte man sich aber schnell, und schon in der Saison 2005/06 kratzte man wieder am Aufstieg, der am Ende jedoch nicht gelang.
In der Saison 2006/07 sah mit einer jungen Mannschaft (Durchschnittsalter 22 Jahre) schon früh alles nach einem Jahr in tiefstem Abstiegskampf aus, mit einer tollen Rückrunde erreichte man aber noch den achtbaren 6. Platz.
In der Saison 2007/08 startete Spittal wiederum sehr schlecht und kämpfte lange gegen den Abstieg sowie enorme finanzielle Engpässe. Schlussendlich gelang aber mit exakt 30 Punkten aus 30 Spielen doch der Klassenerhalt. In der Saison 2008/2009 stieg Spittal in die Kärntnerliga ab.
Schon in den Jahren zuvor stark in Bedrängnis, geriet Spittal in der Saison 2014/15 von Beginn weg in den Abstiegskampf. Am 15. Oktober 2014, die Mannschaft lag am letzten Platz, wurde mit dem ehemaligen Spieler Mario Brenter (geboren 28. Oktober 1962) ein neuer Trainer, der bisherige Trainer als Sportdirektor eingesetzt. Erst in der Schlussrunde (12. Juni 2015) konnte der Abstieg in die Unterliga, der man vor 55 Jahren ein einziges Mal angehört hatte, verhindert werden. Es bedurfte eines Unentschiedens im Direktduell auswärts gegen den FC Alpe Adria (vormals FC St. Veit/Glan), einen anderen Traditionsverein. Spittal gewann 2:0 und stieß damit die St. Veiter in die Unterliga.
Dafür führt aber eine Tradition fort: So gilt der SV Spittal als Talentschmiede, die schon einige bekannte Spieler durchlaufen haben. Zum Beispiel:
- Wolfgang Knaller
- Markus Weissenberger
- Jürgen Pichorner
- Milan Rasinger
- Kurt Messner
- Gernot Messner
- Matthias Dollinger

Weitere bekannte Spieler bei Spittal waren (u. a.) Werner Bürgler, Angelo Devescovi, Arnold Freissegger, Branko Oblak, Heinz Singerl, Edmond Tomic, Milan Troselj, Günter Unterguggenberger und Kurt Welzl. Anlässlich des 100 Jahre Jubiläums des Vereins wurden die Persönlichkeiten des Jahrhunderts in unterschiedlichen Kategorien gewählt. Spieler des Jahrhunderts ist Mario Brenter, der ein fixer Bestandteil jenes Team gewesen ist, das in den 80er Jahren den Durchmarsch bis in die Bundesliga schaffte.
In der Saison 2019/20 nutze der SV Spittal den Rückzug des ATSV Wolfsberg aus der Regionalliga Mitte, um als Tabellenzehnter der Kärntner Liga in der wegen Corona abgebrochenen Saison wieder in die Regionalliga zurückzukehren. In der dritthöchsten Spielklasse spielte man in den Saisonen 2020/21 sowie 2021/22, ehe man wieder in die Kärntner Liga absteigen musste. Seit dem Jahr 2021 ist das Oberkärntner Unternehmen SPORTASTIC Namensgeber des Vereins, der fortan SV SPORTASTIC Spittal heißt.

## Frauenfußball
Die Spittalerinnen spielte 2001/02 in der 2. Division Mitte, wurde 2002/03 Meister der 2. Division, verzichten auf den Aufstieg in die Bundesliga Frauen. 2009 musste das Team von der 2. Leistungsstufe in die Landesliga absteigen. In der Saison 2014/15 erreichten die Frauen die Relegation um den Aufstieg in die 2. Liga Ost/Süd. Gegen den UDFC Hof bei Straden gab es eine 3:0-Niederlage im Auswärtsspiel und einen 4:1-Heimsieg und waren nicht aufstiegsberechtigt. Für die nächste Saison, 2014/15, in der Kärntner Frauenliga gründete die Sektion eine Spielgemeinschaft mit dem SV Rothenthurn. Nach dieser Saison wurde die Frauenabteilung aufgelöst und die Spielerinnen wechselten zu ASKÖ Dellach, Carinthians Spittal oder FC Nassfeld Hermagor. Ab der Saison 2017/18 wurde eine Kooperation mit den Carinthians Soccer Women gegründet und der die Carinthians spielt seitdem unter dem Namen Carinthians Spittal.